# Until The Ink Runs Out
Until The Ink Runs Out (en español: Hasta que la tinta se acabe) es el segundo álbum de estudio de la banda de metalcore Eighteen Visions. A menudo es considerado el mejor álbum de la banda por sus antiguos fanes, y ganó atención nacional debido al aumento de popularidad del sello con el que habían firmado, Trutskill Records.
El álbum fue grabado en cuatro días en Doubletime Studios, donde la banda había grabado dos lanzamientos anteriormente (su demo de 1999 primero, y luego su EP No Time For Love). Este fue el primer disco en tener a Keith Barney en guitarra, y sería el último con Javier van Huss en el bajo, luego de un distanciamiento entre él y la banda al terminar la gira por este álbum. Se pueden encontrar dentro de este multitud de referencias a películas, tales como la intro a She's a Movie Produced Masterpice que fue tomada de Back to the Future (1985) o la intro y final de «Champagne and Sleeping Pills» de The Shining (1980). La intro a "That ain't Elvis playing the Piano" es de un Stage Show de The Dorsey Brothers, grabado en 1956.
El sonido del disco se diferenció del de sus contemporáneos por poseer quiebres increíblemente pesados, una instrumentalización técnica y frecuentes cambios de ritmo, además de la carismática voz de James Hart. Estas características han llevado a pensar que Eighteen Visions fue una de las primeras bandas en tener un sonido deathcore latente, junto con los primeros discos de Underoath y Embodyment.
Fue alrededor de esta época, donde la banda también se hizo popular por reemplazar los pantalones anchos y las poleras deportivas en sus shows por pantalones apretados, cabellos estilizados y también teñidos, algo que no fue bienvenido por la mayoría de los fanes del hardcore, y que con el tiempo se transformaría en la moda de las bandas peyorativamente conocidas como Fashioncore. James y Javier obtuvieron su inspiración para hacer esto, de la escuela de Arte que por ese tiempo se encontraban terminando.
La canción «Prelude to an Epic» sería posteriormente regrabada en las sesiones para su disco autotitulado con el nombre The Epic.

## Lista de canciones
| N.º | Título                               | Duración |  |
| 1.  | «She Looks Good in Velvet»           | 3:35     |  |
| 2.  | «She's a Movie Produced Masterpiece» | 5:10     |  |
| 3.  | «Champagne and Sleeping Pills»       | 6:14     |  |
| 4.  | «Who the Fuck Killed John Lennon?»   | 5:24     |  |
| 5.  | «Elevator Music»                     | 1:27     |  |
| 6.  | «The Nothing»                        | 5:29     |  |
| 7.  | «Wine 'Em, Dine 'Em, Sixty-Nine 'Em» | 3:47     |  |
| 8.  | «That Ain't Elvis Playing Piano»     | 3:48     |  |
| 9.  | «Revolutionizing the Sound of Music» | 3:46     |  |
| 10. | «Prelude to an Epic»                 | 2:07     |  |
| 11. | «Flowers for Ingrid»                 | 4:20     |  |

## Créditos
- James Hart - voz
- Brandan Schieppati - guitarra
- Keith Barney - guitarra
- Javier van Huss - bajo, piano, teclados
- Ken Floyd - batería, teclados, diseño del álbum
- Jeff Forrest - productor, teclados
- Troy Peace - arte y logos
- John Golden - masterización